# Bourg-en-Bresse
Bourg-en-Bresse (in arpitano Bôrg, in italiano storico Borgo in Bressa) è un comune francese, capoluogo del dipartimento dell'Ain della regione Alvernia-Rodano-Alpi.
Il territorio comunale è bagnato dalle acque del fiume Reyssouze.
È noto nel territorio il palazzetto dello sport "Ekinox", sede delle partite di pallacanestro della squadra cittadina e dove hanno luogo diversi concerti e spettacoli .

## Storia
Le sue origini potrebbero risalire al periodo gallo-romano, ma diventa un vero e proprio villaggio solo nel 1250, nel periodo medievale.
Il destino della città è legato a quello di Casa Savoia, che all'inizio del XV secolo la scelse come capoluogo della Bresse. Nel 1535 fu conquistata dai Francesi e in seguito riacquisita dal duca Emanuele Filiberto I di Savoia che la trasforma in roccaforte. La città sarà definitivamente ceduta ai Francesi nel 1601.
Durante la Rivoluzione, la città vide cambiare il proprio nome a più riprese: dapprima Bourg régénéré ("borgo rigenerato"), in seguito Épi-d'Ain ("spiga di Ain"), quindi Épi-d'Or ("spiga d'oro").
Assumerà poi nuovamente il nome di Bourg fino al 31 marzo 1955 quando, con apposito decreto, verrà aggiunto il suffisso "en-Bresse" che fa riferimento all'antica regione della Bresse.

### Simboli
Nel 1382 Amedeo VI di Savoia concesse al paese uno stemma partito di verde e di nero. La croce di San Maurizio fu aggiunta nel 1537 per celebrare il ritorno della Bresse ai Savoia.

## Monumenti e luoghi d'interesse
La principale attrazione culturale della città è la chiesa di Brou, costruita fra il 1505 e il 1536 per iniziativa di Margherita d'Austria. La chiesa è in stile gotico fiammeggiante ed è possibile visitare al suo interno le cappelle funebri di Margherita di Borbone, Filiberto II Il Bello e di sua moglie Margherita d'Austria. È dedicata a san Nicola da Tolentino.
Nel quartiere storico della città è tuttora visibile la cattedrale di Notre-Dame, una chiesa gotica risalente al Rinascimento.

## Società

### Evoluzione demografica
Abitanti censiti

## Amministrazione

### Gemellaggi
Bourg è gemellata con:
- Bad Kreuznach

Bourg ha accordi di partenariato con:
- San Severo
- Parma, dal 1990
- Namur
- Aylesbury
- Cordova

## Sport

### Ciclismo
Bourg-en-Bresse è stata per alcune volte l'arrivo di tappa del Tour de France:
| Anno | Tappa | Partenza        | km    | Vincitore di tappa | Maglia gialla     |
| ---- | ----- | --------------- | ----- | ------------------ | ----------------- |
| 2002 | 18ª   | Cluses          | 176,5 | Thor Hushovd       | Lance Armstrong   |
| 2007 | 6ª    | Semur-en-Auxois | 199,5 | Tom Boonen         | Fabian Cancellara |
| 2023 | 18ª   | Moûtiers        | 185   | Kasper Asgreen     | Jonas Vingegaard  |

È stata inoltre sede di partenza delle seguenti tappe del Tour de France:
| Anno | Tappa | Arrivo           | km    | Vincitore di tappa | Maglia gialla   |
| ---- | ----- | ---------------- | ----- | ------------------ | --------------- |
| 2007 | 7ª    | Le Grand-Bornand | 197,5 | Linus Gerdemann    | Linus Gerdemann |